# Korytowo (województwo mazowieckie)
Korytowo – wieś sołecka w Polsce położona w województwie mazowieckim, w powiecie płońskim, w gminie Dzierzążnia.
Wieś szlachecka położona była w drugiej połowie XVI wieku w ziemi wyszogrodzkiej. W latach 1975–1998 miejscowość administracyjnie należała do województwa ciechanowskiego.